# Erepsia
Genre
Classification phylogénétique
Erepsia N.E.Br. est un genre de plante de la famille des Aizoaceae.
Erepsia N.E.Br., in Gard. Chron., ser. 3, 78: 433 (1925) ; N.E..Br. in Phillips, Gen. S. Afr. Fl. Pl.: 248 (1926) [descr. ampl.]
Type : Erepsia inclaudens (Haw.) Schwantes (Mesembryanthemum inclaudens Haw.) ; Lectotypus [Phillips, Gen. S. African Fl. Pl. : 248 (1926)]

## Liste des sections
- Erepsia sect. Erepsia
- Erepsia sect. Crassifoliae Liede
- Erepsia sect. Intectatae Liede
- Erepsia sect. Tectatae Liede

## Liste des espèces
- Erepsia anceps Schwantes
- Erepsia aperta L.Bolus
- Erepsia aristata (L.Bolus) Liede & H.E.K.Hartmann
- Erepsia aspera L.Bolus
- Erepsia babiloniae Liede
- Erepsia bracteata Schwantes
- Erepsia brevipetala L.Bolus
- Erepsia caledonica L.Bolus
- Erepsia carterae L.Bolus
- Erepsia compressa Schwantes
- Erepsia coralliflora Schwantes
- Erepsia cyathiformis Schwantes
- Erepsia distans L.Bolus
- Erepsia dregeana Schwantes
- Erepsia dubia Liede
- Erepsia dunensis (Sond.) Klak
- Erepsia esterhuyseniae L.Bolus
- Erepsia forficata Schwantes
- Erepsia gracilis L.Bolus
- Erepsia hallii L.Bolus
- Erepsia haworthii Schwantes
- Erepsia heteropetala Schwantes
- Erepsia inclaudens (Haw.) Schwantes
- Erepsia insignis Schwantes
- Erepsia lacera (Haw.) Liede
- Erepsia laxa L.Bolus
- Erepsia levis L.Bolus
- Erepsia marlothii N.E.Br.
- Erepsia montana Schwantes
- Erepsia muirii L.Bolus
- Erepsia mutabilis Schwantes
- Erepsia nudicaulis (A.Berger) H.Jacobsen
- Erepsia oxysepala (A.Berger) L.Bolus
- Erepsia pageae L.Bolus
- Erepsia patula Schwantes
- Erepsia pentagona L.Bolus
- Erepsia pillansii (Kensit) Liede
- Erepsia polita L.Bolus
- Erepsia polypetala (A.Berger & Schltr.) L.Bolus
- Erepsia promontorii L.Bolus
- Erepsia purpureostyla (L.Bolus) Schwantes
- Erepsia racemosa Schwantes
- Erepsia radiata Schwantes
- Erepsia ramosa L.Bolus
- Erepsia restiophila L.Bolus
- Erepsia roseoalba L.Bolus
- Erepsia saturata L.Bolus
- Erepsia serrata (L.) L.Bolus
- Erepsia simulans (L.Bolus) Klak
- Erepsia steytlerae L.Bolus
- Erepsia stipulacea Schwantes
- Erepsia stokoei L.Bolus
- Erepsia tenuicaulis (A.Berger) H.Jacobsen
- Erepsia tuberculata N.E.Br.
- Erepsia urbaniana Schwantes
- Erepsia villiersii L.Bolus
- Erepsia viridis L.Bolus